# André (beach soccer)
Pour les articles homonymes, voir André (prénom).
André Álvaro Batista do Nascimento dit André, né le 26 mai 1977 à Natal, est un joueur de beach soccer international brésilien.
André Nascimento joue comme attaquant. Il commence à jouer en 2004, mais réussit seulement à s'imposer en équipe nationale brésilienne en 2007 dont il est le 5e meilleur buteur de l'histoire,.

## Biographie
En 2008, André, vainqueur de la compétition l'année précédente avec Rio Grande do Norte (3e en 2008), conserve son trophée de meilleur joueur du championnat des États brésiliens auquel il ajoute celui de meilleur buteur (15 buts).
Lors de la Coupe du monde des clubs 2011, André termine second meilleur joueur et meilleur buteur de la compétition avec 16 buts, dont 5 en quart de finale et 6 en finale, perdue 10-8 contre la Russie. La même année, il remporte la première Copa Nordeste avec Rio Grande do Norte et finit, fort de ses 9 buts marqués, meilleur buteur du tournoi.
En 2012, après avoir échoué en quarts de finale de la Coupe du monde des clubs 2012 André et les Corinthians remportent le premier championnat du Brésil de beach soccer. L'année suivante, le club devient champion du monde.

## Palmarès

### En sélection
| Compétitions mondiales | Compétitions continentales |
| --- | --- |
| - Coupe du monde (4) - Vainqueur en 2006, 2007, 2008 et 2009 - Finaliste en 2011 - 3e en 2005 et 2013 - BSWW Mundialito (6) - Vainqueur en 2004, 2005, 2006, 2007, 2010 et 2011 - Finaliste en 2008 et 2009 - Coupe intercontinentale - Finaliste en 2011 et 2012 | - Championnat de beach soccer CONMEBOL (5) - Vainqueur en 2005, 2006, 2008, 2009 et 2011 - 3e en 2013 - Copa América de beach soccer (2) - Vainqueur en 2012 et 2013 |

### En club
Rio Grande do Norte
- Champion des États brésiliens en 2007 puis 3e en 2008
- Vainqueur de la Copa Nordeste en 2011

 Flamengo
- 3e de la Coupe du monde des clubs 2011

 Corinthians
- Champion du Brésil en 2012
- Vainqueur de la Coupe du monde des clubs en 2013

### Individuel
- Meilleur joueur du championnat des États brésiliens en 2007 et 2008
- Meilleur buteur
  - du championnat des États brésiliens en 2008
  - de la Coupe du monde 2011 (et 2e meilleur joueur)
  - de la Coupe du monde des clubs 2011
  - de la Coupe du Brésil en 2011
  - de la Copa Nordeste en 2011
  - de la Copa América 2012
  - du championnat de Russie en 2012[1]
- Honoré lors de la soirée FIFA Gala en 2012[1]